# Relom
 (décembre 2022).
Relom, de son vrai nom Olivier Morel, est un auteur de bande dessinée français né le 7 avril 1973 à Tours.

## Biographie
Il publie ses premières planches en 1999 dans le magazine Psikopat avec le personnage de Dirty Karl. En 2000 débute la publication dans Fluide glacial de sa principale série, Andy & Gina.
En 2007, il publie Les contre-experts à Brooklyn, parodie féroce de série policière américaine.
En association avec Wilfrid Lupano au scénario, il publie en septembre 2015 le premier tome de la série d'heroic fantasy humoristique Traquemage Le tome 2 de Traquemage est sorti en octobre 2017.

## Publications
- Dirty Karl, Éditions du Zébu, coll. « Psikopat », 2001  (ISBN 2908806347). Réédition couleur AUDIE, coll. « Fluide glacial » », 2017  (ISBN 978-2-352-07808-1).
- Andy & Gina, AUDIE, coll. « Fluide glacial » :

1. Andy & Gina, 2002[1]  (ISBN 2858153167).
2. Andy & Gina 2 2003  (ISBN 2858153647).
3. Mercredi night fever, 2004  (ISBN 2858153906).
4. Fratrie Party, 2005  (ISBN 2858154457).
5. No speed limit, 2011  (ISBN 9782352070160).

- Les Contre-experts à Brooklyn, Albin Michel, 2007  (ISBN 2226177337).
- Cité d'la balle, Le Lombard, 2 albums, 2009  (ISBN 9782803625222) et 2011  (ISBN 9782803627905).
- Les Fabuleuses Aventures autobiographiques de John Relom dans le monde sans pitié de l'édition, Le Lombard, 2012  (ISBN 9782803630684).
- Traquemage (dessin), avec Wilfrid Lupano (scénario), Delcourt :

1. Le Serment des Pécadous, 2015  (ISBN 9782756064642).
2. Le Chant vaseux de la sirène, 2017  (ISBN 9782756074825).
3. Entre l'espoir et le fromage, 2019  (ISBN 9782413013013).

- Maharadchat (dessin), avec Wilfrid Lupano (scénario), Delcourt, 2021  (ISBN 9782413015819).
- Les Veuves électriques (scénario), avec Damien Geffroy (dessin), Delcourt, coll. « Machination » :

1. Deuil atomique, 2021  (ISBN 9782413037590).
2. La Fontaine-aux-Sources, 2022  (ISBN 9782413039440).

## Prix
- 2004 : prix bd BOUM pour Andy et Gina[réf. nécessaire].